# 태화기독국제학교
태화국제기독아카데미(Taehwa International Christian  Academy)는 경기도 용인시 양지면 대대로 217 에 있는 기독교 국제학교이다. 국제화 교육을 통한 21세기 글로벌 리더 양성을 목적으로 2007년 1월 감리교 감독인 박만용 목사에 의해 설립되었다.
특기적성 교육도 강화해 1인 1운동, 1인 1악기 달란트 교육이 실시돼 취미와 공부를 병행하며 적성을 키우고 있다.  영어로 수업을 하며, 전원 기숙사 생활을 하고 있다.
 기독교 세계관을 가지고 겸손한 인격과 섬김의 정신을 통하여 세계화와 정보화 교육으로 미래사회의 인재를 육성하는 것을 목표로 한다. 믿음의 영재교육을 통하여 미국의 명문대에 많이 보내고 있다. 현재 이사장은 미네소타 주립대학교 경제학 교수인 박광우 박사이다. 교장은 한병혁 박사이다. 현재 중학교와 고등학교 교육 과정을 운영하고 있다.

## 사진들

태화국제기독학교 사진들
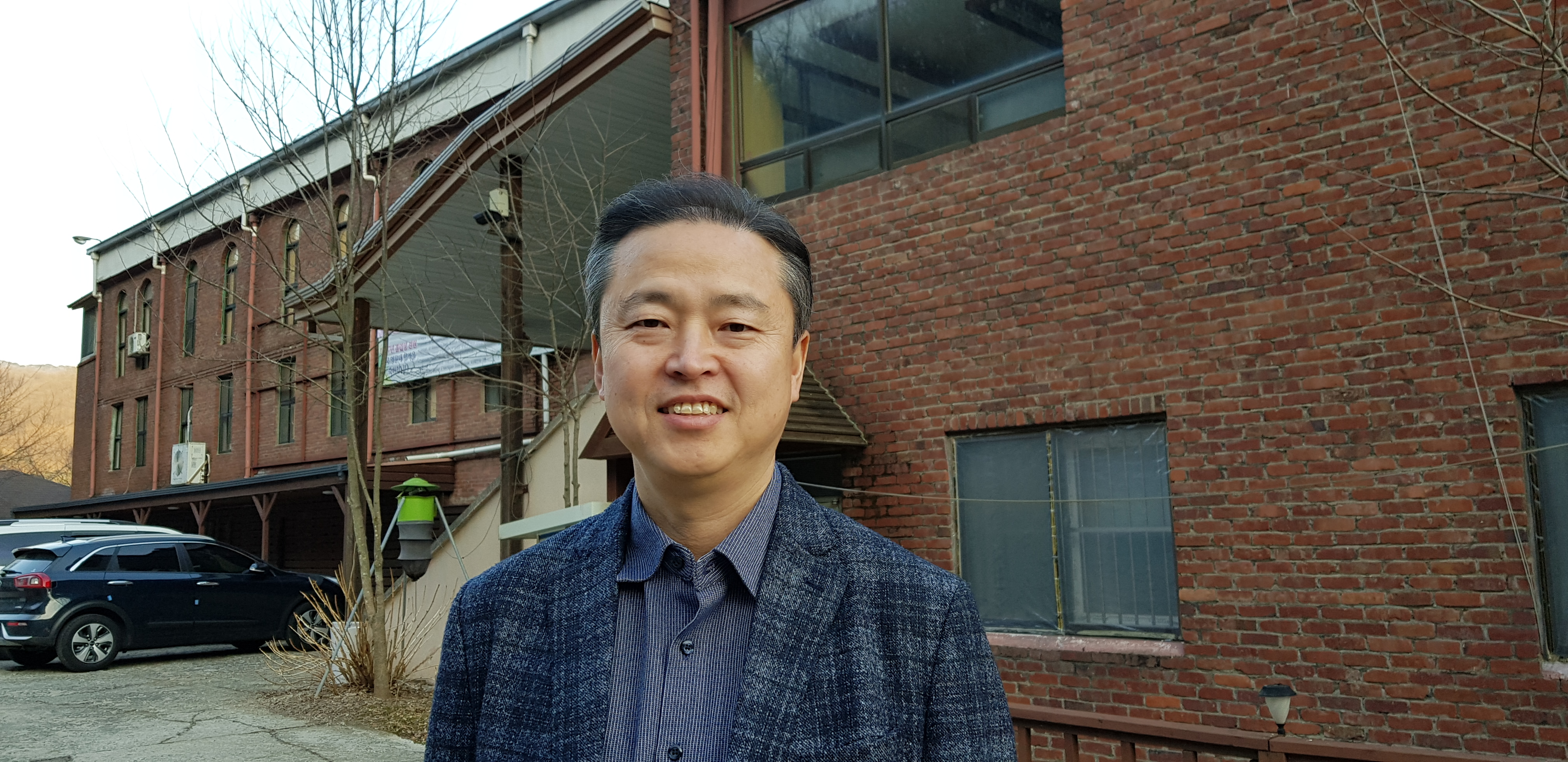
태화기독국제학교 박광우 이사장
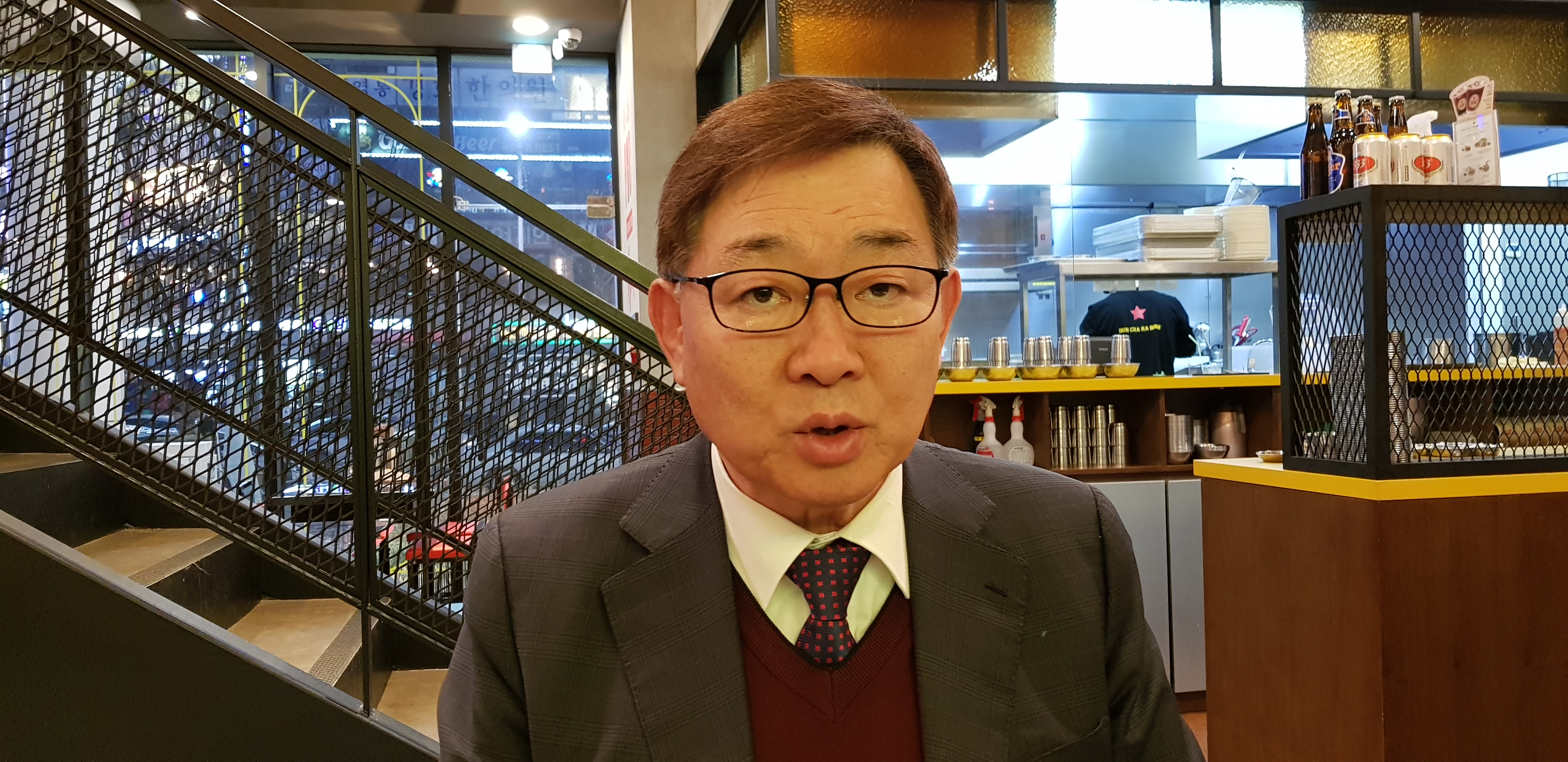
태화국제기독학교 교장 한병혁박사
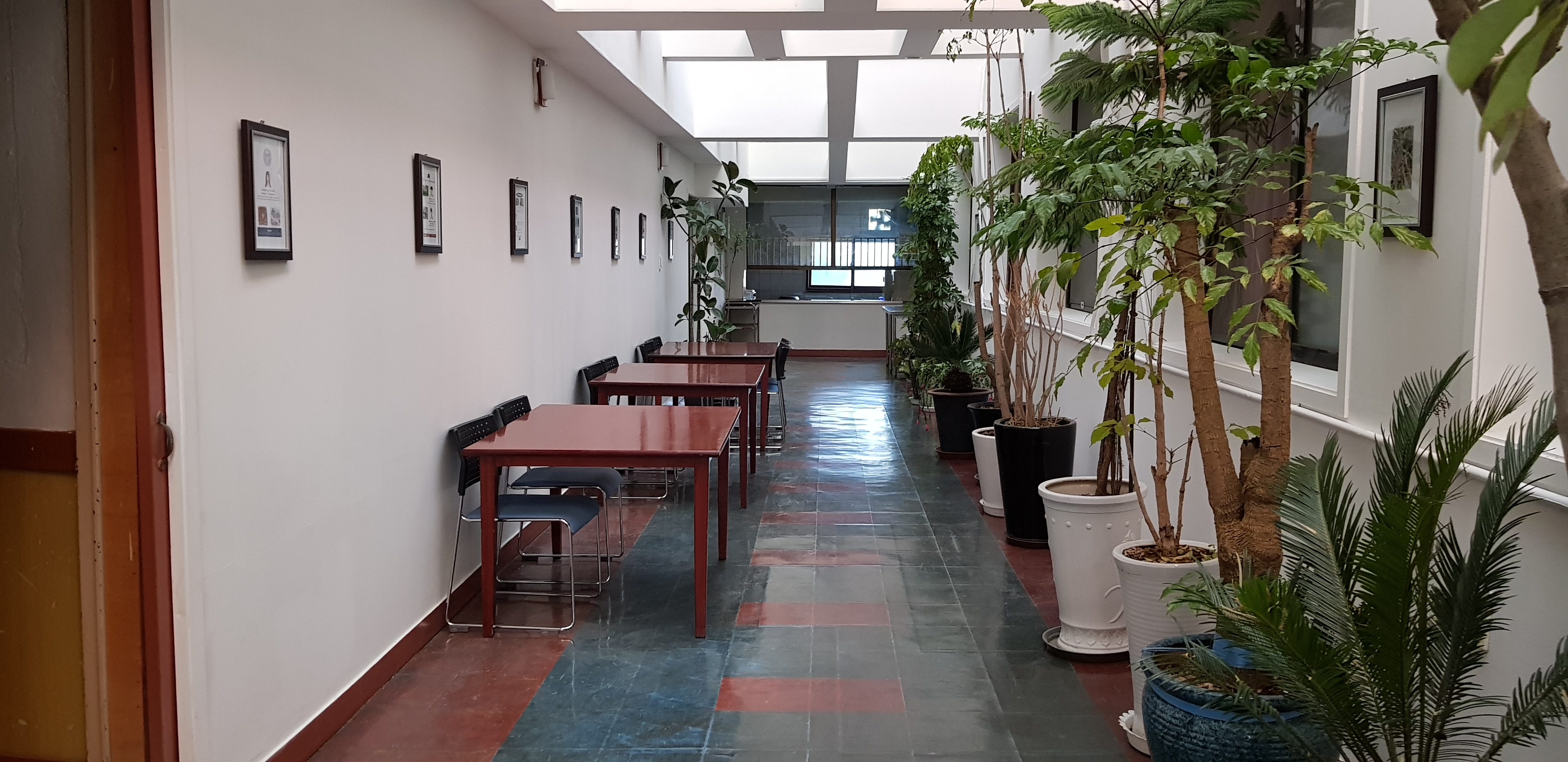
태화국제기독학교 실내
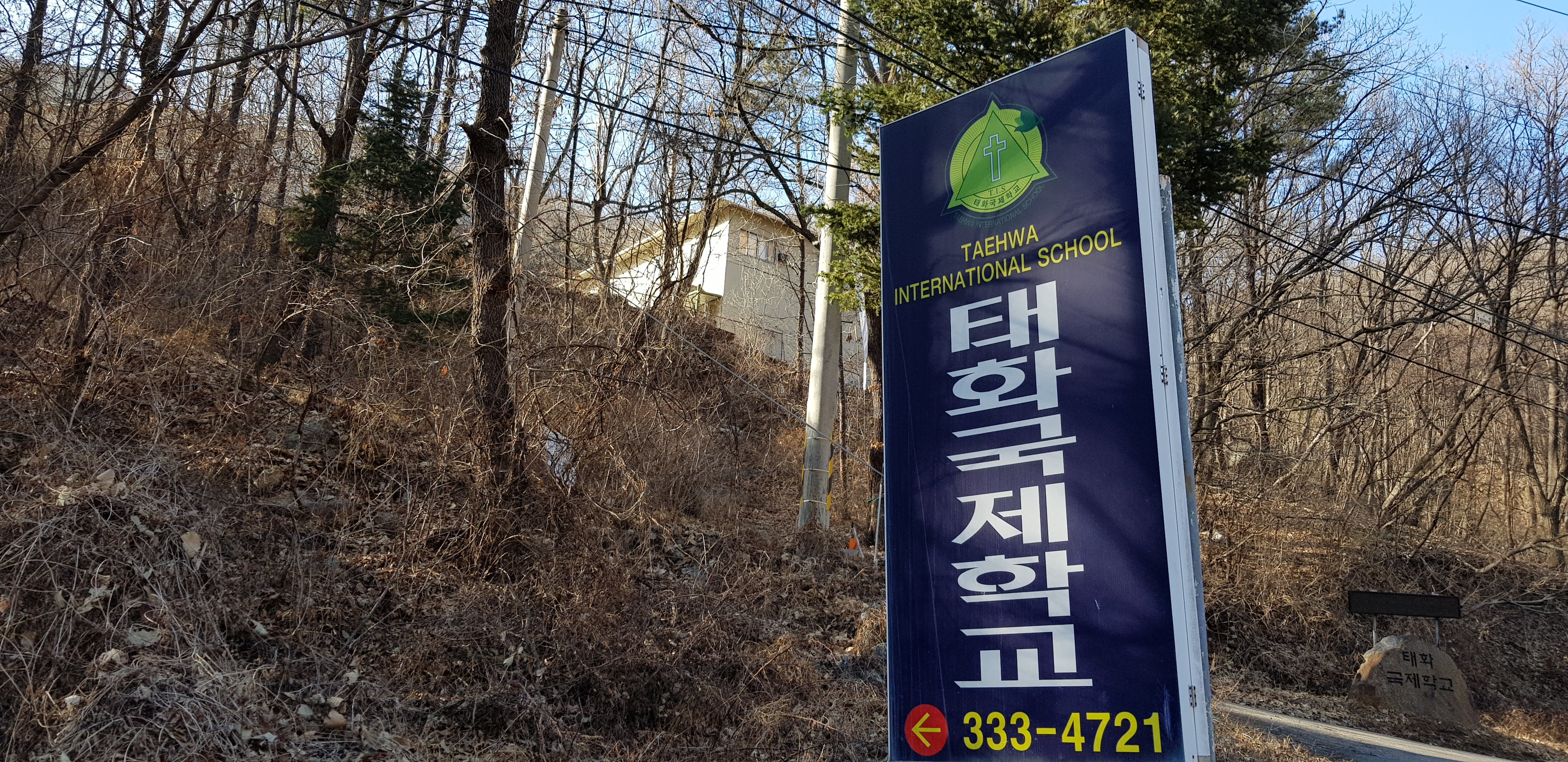
태화국제기독학교 정문
예배모습 태화기독국제학교
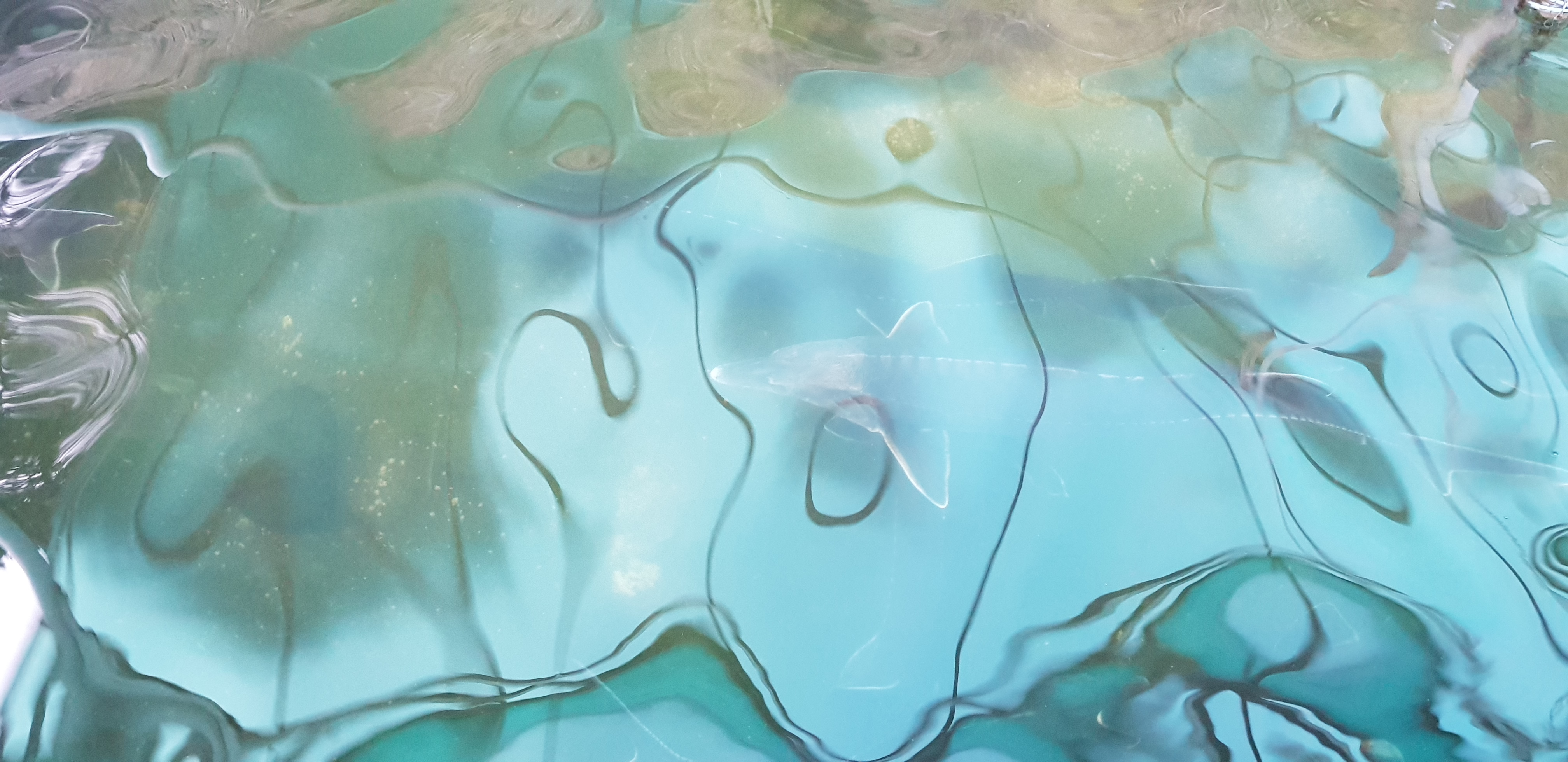
태화기독국제학교에 있는 철갑상어